# Österreichische Handballmeisterschaft 2018/19
Die 58. Saison der Österreichischen Handballmeisterschaft begann im August 2018. Der amtierende Meister der Saison 2017/18 ist der Handballclub Fivers Margareten.

## Handball Liga Austria
In der höchsten Spielklasse, der spusu Liga, sind zehn Teams vertreten. Die Meisterschaft wird in mehrere Phasen gegliedert. In der Hauptrunde spielen alle Teams eine einfache Hin- und Rückrunde gegen jeden Gegner. Danach wird die Liga in zwei Gruppen geteilt.
Die ersten fünf Teams spielen in einer weiteren Hin- und Rückrunde um die Platzierung im HLA-Viertelfinale. Die letzten fünf Teams spielen um die ersten drei Plätze, welche sich ebenfalls für das Viertelfinale qualifizieren. Die Qualifizierung wird auch in einer Hin- und Rückrunde ausgetragen. Die beiden schlechtplatziertesten Teams spielen eine Best-of-three-Serie gegen den Abstieg.

### Hauptrunde HLA
|     | Verein                             | R  | S  | U | N  | Tore    | Diff. | Punkte |
| --- | ---------------------------------- | -- | -- | - | -- | ------- | ----- | ------ |
| 1.  | UHK Krems                          | 18 | 13 | 1 | 4  | 524:481 | +43   | 27:9   |
| 2.  | Alpla HC Hard                      | 18 | 10 | 4 | 4  | 467:437 | +30   | 24:12  |
| 3.  | HSG Graz                           | 18 | 10 | 2 | 6  | 468:466 | +2    | 22:14  |
| 4.  | SG Handball West Wien              | 18 | 9  | 2 | 7  | 504:470 | +34   | 20:16  |
| 5.  | Bregenz Handball                   | 18 | 8  | 4 | 6  | 482:455 | +27   | 20:16  |
| 6.  | Handballclub Fivers Margareten (M) | 18 | 8  | 3 | 7  | 514:502 | +12   | 19:17  |
| 7.  | Handball Tirol                     | 18 | 7  | 5 | 6  | 476:462 | +14   | 19:17  |
| 8.  | Union Leoben                       | 18 | 6  | 2 | 10 | 510:550 | −40   | 14:22  |
| 9.  | SC Ferlach                         | 18 | 4  | 2 | 12 | 521:562 | −31   | 10:26  |
| 10. | HC Linz AG                         | 18 | 2  | 1 | 15 | 472:553 | −81   | 5:31   |

| Legende | Legende                    |
| ------- | -------------------------- |
|         | Oberes Playoff             |
|         | Unteres Playoff            |
| (M)     | Meister der letzten Saison |

### Torschützenliste Hauptrunde
| Platzierung | Spieler            | Verein                | Spiele | Tore | 7-Meter | Feldtore |
| ----------- | ------------------ | --------------------- | ------ | ---- | ------- | -------- |
| 1           | Nemanja Beloš      | HSG Graz              | 18     | 108  | 19/21   | 89       |
| 2           | Dean Pomorisac     | SC Ferlach            | 17     | 106  | 9/13    | 97       |
| 3           | Sebastian Spendier | Handball Tirol        | 18     | 102  | 18/26   | 84       |
| 4           | Viggó Kristjánsson | SG Handball West Wien | 18     | 99   | 21/31   | 78       |
| 4           | Julian Pratschner  | SG Handball West Wien | 18     | 99   | 23/26   | 76       |
| 6           | Damir Djukic       | Union Leoben          | 18     | 96   | 1/2     | 95       |
| 7           | Vlatko Mitkov      | Bregenz Handball      | 17     | 92   | 31/46   | 61       |
| 8           | Christian Hallmann | Union Leoben          | 18     | 91   | 27/32   | 64       |
| 9           | Marko Tanasković   | Union Leoben          | 16     | 90   | 0/0     | 90       |
| 10          | Anze Ratajec       | SC Ferlach            | 18     | 85   | 34/40   | 51       |

## Platzierungsrunde
Die ersten fünf Teams der Hauptrunde spielten in einer weiteren Hin- und Rückrunde um die Wahlreihenfolge für das HLA-Viertelfinale. Die letzten fünf Teams spielten um die ersten drei Plätze, welche sich ebenfalls für das Viertelfinale qualifizierten. Die Qualifizierung wird auch in einer Hin- und Rückrunde ausgespielt. Die beiden schlechtplatziertesten Teams spielen eine Best-of-Three-Serie gegen den Abstieg. Jede Mannschaft startete in die Platzierungsrunde mit den halbierten Punkten der Hauptrunde, bei ungeraden Zahlen wurde aufgerundet.

### Bonus-Runde
|    | Verein                | R | S | U | N | Tore     | Diff. | Punkte |
| -- | --------------------- | - | - | - | - | -------- | ----- | ------ |
| 1. | UHK Krems             | 8 | 6 | 0 | 2 | 228:204  | +24   | 26:4   |
| 2. | Alpla HC Hard         | 8 | 5 | 1 | 2 | 213:194  | +19   | 23:5   |
| 3. | SG Handball West Wien | 8 | 4 | 0 | 4 | 214:207  | +7    | 18:8   |
| 4. | HSG Graz              | 8 | 2 | 1 | 5 | 206:223  | −17   | 16:11  |
| 5. | Bregenz Handball      | 8 | 2 | 0 | 6 | 186:2019 | −33   | 14:12  |

### Quali-Runde
|    | Verein                             | R | S | U | N | Tore    | Diff. | Punkte |
| -- | ---------------------------------- | - | - | - | - | ------- | ----- | ------ |
| 1. | Handballclub Fivers Margareten (M) | 8 | 6 | 1 | 1 | 251:225 | +26   | 23:3   |
| 2. | Handball Tirol                     | 8 | 4 | 0 | 4 | 208:215 | −7    | 18:8   |
| 3. | SC Ferlach                         | 8 | 5 | 0 | 3 | 236:229 | +7    | 15:6   |
| 4. | Union Leoben                       | 8 | 2 | 1 | 5 | 221:236 | −15   | 12:11  |
| 5. | HC Linz AG                         | 8 | 1 | 2 | 5 | 219:230 | −11   | 7:12   |

| Legende | Legende         |
| ------- | --------------- |
|         | Viertel Finale  |
|         | Abstiegs-Spiele |

## Spusu Liga Abstiegs-Spiele (Best of three)
Der Letzte und Vorletzte der Quali-Runde spielen in drei Finalspielen den Abstieg in die Handball Bundesliga Austria aus.
| Union Leoben (UPL9) – HC Linz AG (UPL10) | Union Leoben (UPL9) – HC Linz AG (UPL10) | Union Leoben (UPL9) – HC Linz AG (UPL10) | Union Leoben (UPL9) – HC Linz AG (UPL10) |
| ---------------------------------------- | ---------------------------------------- | ---------------------------------------- | ---------------------------------------- |
| 27. April                                | Union Leoben 9 Wulz                      | 31 : 25 ( 17 : 12 )                      | HC Linz AG 10 Predragović                |
| 4. Mai                                   | HC Linz AG 12 Predragović                | 33 : 31 ( 16 : 13 )                      | Union Leoben 9 Tanasković                |
| 11. Mai                                  | Union Leoben 7 Djukic                    | 31 : 38 ( 16, 29 : 16, 29 )              | HC Linz AG 12 Predragović                |
| Endstand in der Serie: 1:2               |                                          |                                          |                                          |

## Finalserie

### Finalserie-Baum
| Viertelfinale | Viertelfinale     | Viertelfinale         |      |                       | Halbfinale | Halbfinale | Halbfinale |  |  | Finale | Finale | Finale |
|               |                   |                       |      |                       |            |            |            |  |  |        |        |        |
| OPL1          | UHK Krems         | 2                     |      |                       |            |            |            |  |  |        |        |        |
| UPL3          | SC Ferlach        | 0                     |      |                       |            |            |            |  |  |        |        |        |
| UPL3          | SC Ferlach        | 0                     | OPL1 | UHK Krems             | 2          |            |            |  |  |        |        |        |
|               |                   |                       | OPL1 | UHK Krems             | 2          |            |            |  |  |        |        |        |
|               | UPL1              | Fivers Margareten     | 0    |                       |            |            |            |  |  |        |        |        |
| OPL4          | UPL1              | Fivers Margareten     | 0    | HSG Graz              | 0          |            |            |  |  |        |        |        |
| OPL4          |                   |                       |      | HSG Graz              | 0          |            |            |  |  |        |        |        |
| UPL1          | Fivers Margareten | 2                     |      |                       |            |            |            |  |  |        |        |        |
| UPL1          | Fivers Margareten | 2                     | OPL1 | UHK Krems             | 3          |            |            |  |  |        |        |        |
|               |                   |                       |      | UHK Krems             | 3          |            |            |  |  |        |        |        |
|               | OPL2              | Alpla HC Hard         | 2    |                       |            |            |            |  |  |        |        |        |
| OPL2          | OPL2              | Alpla HC Hard         | 2    | Alpla HC Hard         | 2          |            |            |  |  |        |        |        |
| OPL2          |                   |                       |      | Alpla HC Hard         | 2          |            |            |  |  |        |        |        |
| UPL2          | Handball Tirol    | 1                     |      |                       |            |            |            |  |  |        |        |        |
| UPL2          | Handball Tirol    | 1                     | OPL2 | Alpla HC Hard         | 2          |            |            |  |  |        |        |        |
|               |                   |                       | OPL2 | Alpla HC Hard         | 2          |            |            |  |  |        |        |        |
|               | OPL3              | SG Handball West Wien | 1    |                       |            |            |            |  |  |        |        |        |
| OPL3          | OPL3              | SG Handball West Wien | 1    | SG Handball West Wien | 2          |            |            |  |  |        |        |        |
| OPL3          |                   |                       |      | SG Handball West Wien | 2          |            |            |  |  |        |        |        |
| OPL5          | Bregenz Handball  | 0                     |      |                       |            |            |            |  |  |        |        |        |

### Spusu Liga Viertelfinale
Für das Viertelfinale sind alle Teilnehmer der Bonus-Runde und die ersten Drei der Quali-Runde qualifiziert. Wobei die Top Vier der Bonus-Runde ihrer Platzierung nach Gegner auswählen dürfen. Gespielt wird alles in Best of three Serien, die Sieger des Viertelfinales ziehen in das Halbfinale ein.
| UHK Krems (OPL1) – SC Ferlach (UPL3) | UHK Krems (OPL1) – SC Ferlach (UPL3) | UHK Krems (OPL1) – SC Ferlach (UPL3) | UHK Krems (OPL1) – SC Ferlach (UPL3) |
| ------------------------------------ | ------------------------------------ | ------------------------------------ | ------------------------------------ |
| 27. April                            | UHK Krems 8 Jochmann                 | 32 : 22 ( 16 : 11 )                  | SC Ferlach 6 Rath                    |
| 29. April                            | SC Ferlach 8 Golcar                  | 24 : 33 ( 13 : 17 )                  | UHK Krems 6 Schafler                 |
| Endstand in der Serie: 2:0           |                                      |                                      |                                      |

| Alpla HC Hard (OPL2) – Handball Tirol (UPL2) | Alpla HC Hard (OPL2) – Handball Tirol (UPL2) | Alpla HC Hard (OPL2) – Handball Tirol (UPL2) | Alpla HC Hard (OPL2) – Handball Tirol (UPL2) |
| -------------------------------------------- | -------------------------------------------- | -------------------------------------------- | -------------------------------------------- |
| 27. April                                    | Alpla HC Hard 6 Schweighofer                 | 17 : 19 ( 5 : 10 )                           | Handball Tirol 5 Feichtinger                 |
| 30. April                                    | Handball Tirol 5 Wanitschek, Rafnsson        | 18 : 25 ( 9 : 13 )                           | Alpla HC Hard 8 Zeiner                       |
| 4. Mai                                       | Alpla HC Hard 6 Raschle                      | 25 : 15 ( 9 : 3 )                            | Handball Tirol 4 Spendier                    |
| Endstand in der Serie: 2:1                   |                                              |                                              |                                              |

| SG Handball West Wien (OPL3) – Bregenz Handball (OPL5) | SG Handball West Wien (OPL3) – Bregenz Handball (OPL5) | SG Handball West Wien (OPL3) – Bregenz Handball (OPL5) | SG Handball West Wien (OPL3) – Bregenz Handball (OPL5) |
| ------------------------------------------------------ | ------------------------------------------------------ | ------------------------------------------------------ | ------------------------------------------------------ |
| 26. April                                              | SG Handball West Wien 6 Kristjánsson                   | 28 : 22 ( 17 : 9 )                                     | Bregenz Handball 6 Ćorić                               |
| 30. April                                              | Bregenz Handball 6 Lampert                             | 21 : 25 ( 6 : 12 )                                     | SG Handball West Wien 7 Kristjánsson                   |
| Endstand in der Serie: 2:0                             |                                                        |                                                        |                                                        |

| HSG Graz (OPL4) – Handballclub Fivers Margareten (UPL1) | HSG Graz (OPL4) – Handballclub Fivers Margareten (UPL1) | HSG Graz (OPL4) – Handballclub Fivers Margareten (UPL1) | HSG Graz (OPL4) – Handballclub Fivers Margareten (UPL1) |
| ------------------------------------------------------- | ------------------------------------------------------- | ------------------------------------------------------- | ------------------------------------------------------- |
| 26. April                                               | HSG Graz 7 Skol                                         | 25 : 34 ( 12 : 18 )                                     | Handballclub Fivers Margareten 8 Pehlivan               |
| 29. April                                               | Handballclub Fivers Margareten 6 Pehlivan               | 35 : 29 ( 14 : 14 )                                     | HSG Graz 7 Beloš                                        |
| Endstand in der Serie: 0:2                              |                                                         |                                                         |                                                         |

### Spusu Liga Halbfinale
Für das Halbfinale sind die Sieger des Viertelfinales qualifiziert. Die Sieger des Halbfinales ziehen in das Finale der spusu Liga ein.
| UHK Krems (OPL1) – Handballclub Fivers Margareten (UPL1) | UHK Krems (OPL1) – Handballclub Fivers Margareten (UPL1) | UHK Krems (OPL1) – Handballclub Fivers Margareten (UPL1) | UHK Krems (OPL1) – Handballclub Fivers Margareten (UPL1) |
| -------------------------------------------------------- | -------------------------------------------------------- | -------------------------------------------------------- | -------------------------------------------------------- |
| 11. Mai                                                  | UHK Krems 6 Jochmann, Kandolf                            | 30 : 26 ( 14 : 9 )                                       | Handballclub Fivers Margareten 6 Žiūra, Brandfellner     |
| 14. Mai                                                  | Handballclub Fivers Margareten 7 Wagner                  | 28 : 30 ( 17 : 14 )                                      | UHK Krems 9 Posch                                        |
| Endstand in der Serie: 2:0                               |                                                          |                                                          |                                                          |

| Alpla HC Hard (OPL2) – SG Handball West Wien (OPL3) | Alpla HC Hard (OPL2) – SG Handball West Wien (OPL3) | Alpla HC Hard (OPL2) – SG Handball West Wien (OPL3) | Alpla HC Hard (OPL2) – SG Handball West Wien (OPL3) |
| --------------------------------------------------- | --------------------------------------------------- | --------------------------------------------------- | --------------------------------------------------- |
| 10. Mai                                             | Alpla HC Hard 5 Zmavc                               | 26 : 25 ( 15, 23 : 11, 23 )                         | SG Handball West Wien 6 Kristjansson                |
| 13. Mai                                             | SG Handball West Wien 8 Kristjansson                | 29 : 22 ( 14 : 12 )                                 | Alpla HC Hard 4 Zivkovic, Zeiner, Schweighofer      |
| 17. Mai                                             | Alpla HC Hard 7 Zeiner                              | 29 : 25 ( 14 : 12 )                                 | SG Handball West Wien 5 Pratschner                  |
| Endstand in der Serie: 2:1                          |                                                     |                                                     |                                                     |

### Spusu Liga Finale (Best of five)
| Finale: UHK Krems (OPL1) – Alpla HC Hard (OPL2) | Finale: UHK Krems (OPL1) – Alpla HC Hard (OPL2) | Finale: UHK Krems (OPL1) – Alpla HC Hard (OPL2) | Finale: UHK Krems (OPL1) – Alpla HC Hard (OPL2) |
| ----------------------------------------------- | ----------------------------------------------- | ----------------------------------------------- | ----------------------------------------------- |
| 25. Mai 2019, 20:20 Uhr                         | UHK Krems 7 Posch                               | 29 : 27 ( 15 : 13 )                             | Alpla HC Hard 6 Schmid, Zivkovic                |
| 28. Mai 2019, 20:20 Uhr                         | Alpla HC Hard 5 Raschle, Zeiner                 | 22 : 18 ( 10 : 8 )                              | UHK Krems 4 Jochmann, Kandolf, Simek            |
| 1. Juni 2019, 20:20 Uhr                         | UHK Krems 7 Jochmann                            | 30 : 26 ( 15 : 15 )                             | Alpla HC Hard 5 Zivkovic, Horvat                |
| 4. Juni 2019, 20:20 Uhr                         | Alpla HC Hard 6 Raschle                         | 25 : 23 ( 14 : 14 )                             | UHK Krems 5 Hajdu                               |
| 8. Juni 2019, 20:20 Uhr                         | UHK Krems 7 Kandolf                             | 27 : 22 ( 15 : 11 )                             | Alpla HC Hard 5 Raschle, Schmid                 |
| Endstand in der Serie: 3:2                      |                                                 |                                                 |                                                 |

|  | Fernsehübertragungen von Laola1.tv                 |
|  | Fernsehübertragungen von ORF SPORT +               |
|  | Fernsehübertragungen von Laola1.tv und ORF SPORT + |

## Spusu Liga Endstand
|     | Verein                         |
| --- | ------------------------------ |
| 1.  | UHK Krems                      |
| 2.  | Alpla HC Hard                  |
| 3.  | SG Handball West Wien          |
| 4.  | Handballclub Fivers Margareten |
| 5.  | HSG Graz                       |
| 6.  | Bregenz Handball               |
| 7.  | Handball Tirol                 |
| 8.  | SC Ferlach                     |
| 9.  | HC Linz AG                     |
| 10. | Union Leoben                   |

|     | EHF-CUP                    |
|     | EHF Challenge Cup          |
|     | Absteiger                  |
| (M) | Meister der letzten Saison |

## All-Star-Team
Nach dem Ende der Saison wurden nachfolgende Spieler für ihre Leistungen ausgezeichnet und in das All-Star-Team gewählt.
|                                                      |  |                                                |  |                                           |  |                                                            |  |                                                                 |
| Linksaußen Julian Pratschner (SG Handball West Wien) |  |                                                |  | Kreisspieler Fabian Posch (UHK Krems)     |  |                                                            |  | Rechtsaußen David Brandfellner (Handballclub Fivers Margareten) |
|                                                      |  | Rückraum links Lucijan Fižuleto (UHK Krems)    |  |                                           |  | Rückraum rechts Viggó Kristjánsson (SG Handball West Wien) |  |                                                                 |
|                                                      |  |                                                |  | Rückraum Mitte Jakob Jochmann (UHK Krems) |  |                                                            |  |                                                                 |
|                                                      |  |                                                |  | Bild fehlt                                |  |                                                            |  |                                                                 |
|                                                      |  |                                                |  | Torwart Thomas Eichberger (HSG Graz)      |  |                                                            |  |                                                                 |
|                                                      |  |                                                |  |                                           |  |                                                            |  |                                                                 |
|                                                      |  | Handballer des Jahres Fabian Posch (UHK Krems) |  |                                           |  |                                                            |  |                                                                 |

## Fernsehübertragungen
In der spusu Liga Saison 2018/19 wurden 50 Live-Spiele auf Laola1.tv und 24 Live-Spiele auf ORF SPORT + übertragen. Die Semifinal- und Finalpartien werden auf beiden Sendern in Konferenz übertragen.

## Spielstätten
Die Spielstätten sind nach Kapazität der Stadien geordnet.
| Verein                         | Stadion                                   | Kapazität | Eröffnung |
| ------------------------------ | ----------------------------------------- | --------- | --------- |
| HSG Graz                       | Raiffeisen Sportpark Graz                 | 3000      | 2018      |
| Alpla HC Hard                  | Sporthalle am See                         | 2280      | 2005      |
| Bregenz Handball               | Sporthalle Rieden-Vorkloster              | 1600      | 2004      |
| UHK Krems                      | Sport • Halle • Krems                     | 1428      |           |
| Handballclub Fivers Margareten | Sporthalle Margareten                     | 1200      | 2003      |
| HC Linz AG                     | Sport-Neue Mittelschule Linz Kleinmünchen | 1200      | 1979      |
| SG Handball West Wien          | BSFZ Südstadt                             | 1200      | 1975      |
| Handball Tirol                 | Osthalle Schwaz                           | 1000      |           |
| Union Leoben                   | Sporthalle Leoben-Donawitz                | 850       |           |
| SC Ferlach                     | Ballspielhalle Ferlach                    | 800       |           |